# Слонськ (гміна)
Гміна Слонськ (пол. Gmina Słońsk) — сільська гміна у північно-західній Польщі. Належить до Суленцинського повіту Любуського воєводства.
Станом на 31 грудня 2011 у гміні проживало 4817 осіб.

## Площа
Згідно з даними за 2007 рік площа гміни становила 158.86 км², у тому числі:
- орні землі: 40.00%
- ліси: 22.00%

Таким чином, площа гміни становить 13.49% площі повіту.

## Населення
Станом на 31 грудня 2011:
| Опис     | Загалом | Загалом | Чоловіки | Чоловіки | Жінки | Жінки |
| -------- | ------- | ------- | -------- | -------- | ----- | ----- |
| одиниця  | осіб    | %       | осіб     | %        | осіб  | %     |
| все      | 4817    | 100     | 2440     | 50.65    | 2377  | 49.35 |
| міське   | 0       | 100     | 0        |          | 0     |       |
| сільське | 4817    | 100     | 2440     | 50.65    | 2377  | 49.35 |

## Сусідні гміни
Гміна Слонськ межує з такими гмінами: Вітниця, Ґужиця, Костшин-над-Одрою, Кшешице, Осьно-Любуське.